# 가정고등학교
가정고등학교(佳停高等學校)는 대한민국 인천광역시 서구 석남동에 위치한 공립 고등학교이다.

## 학교 연혁
- 1996년 2월 14일 : 가정고등학교 9학급(남5, 여4)설립인가(조례 제3022호)
- 1996년 3월 1일 : 초대 이상룡 교장 취임
- 1996년 3월 5일 : 첫 입학식 신입생 458명 입학(남 5학급, 여 4학급)
- 2024년 2월 7일 : 제26회 졸업생 270명(졸업생 총 10,438명)
- 2024년 3월 1일 : 제13대 육철민 교장 취임
- 2024년 3월 4일 : 신입생 301명 입학(10학급)

## 참고 자료
- 가정고등학교 - 한국교육학술정보원 학교알리미